# ウォルター・クロプトン・ウィングフィールド

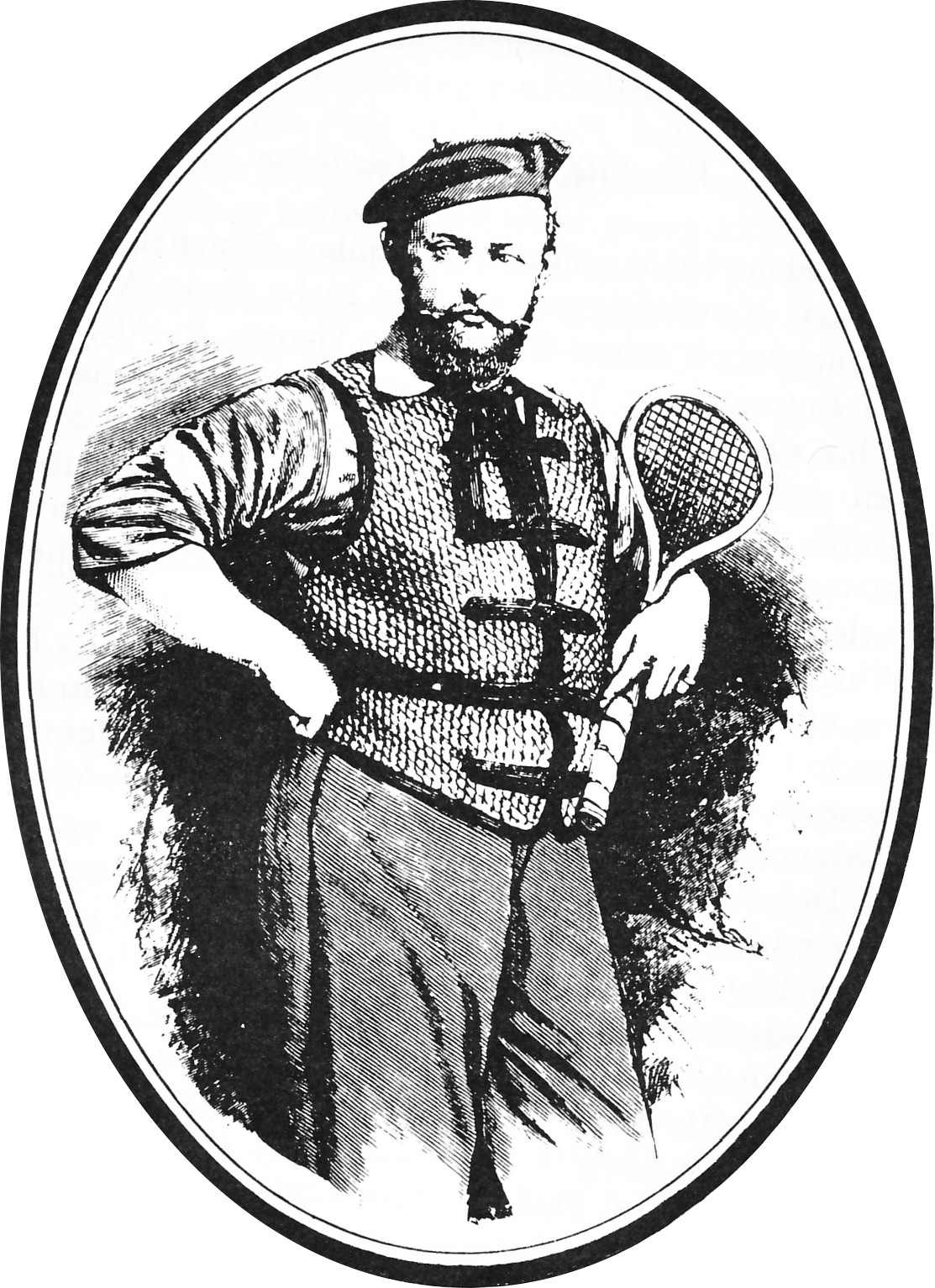

ウォルター・クロプトン・ウィングフィールド（Walter Clopton Wingfield, 1833年10月16日 - 1912年4月18日）は、ウェールズ出身の軍人、発明家。テニスの原型となったローンテニスの考案者。ローンテニスは、ギリシア語でボールゲームという意味であるスフェリスティキ（ギリシア語：σφαιριστική）と呼ばれた。ほかにもバタフライ・バイシクル（butterfly bicycle）と呼ばれるものを発明した。
ロッサル・スクールを卒業して、ウェールズ北部の小さな村に住んでいた。1873年にはグウィネズ州のクリケッスでローンテニスを家への客との娯楽のために考案し、新しいスポーツとして特許を獲得した。またローンテニスに関する書籍も2冊出版している。その後は王室のボディーガードを務めた。1997年に国際テニス殿堂入りした。